# Toerring

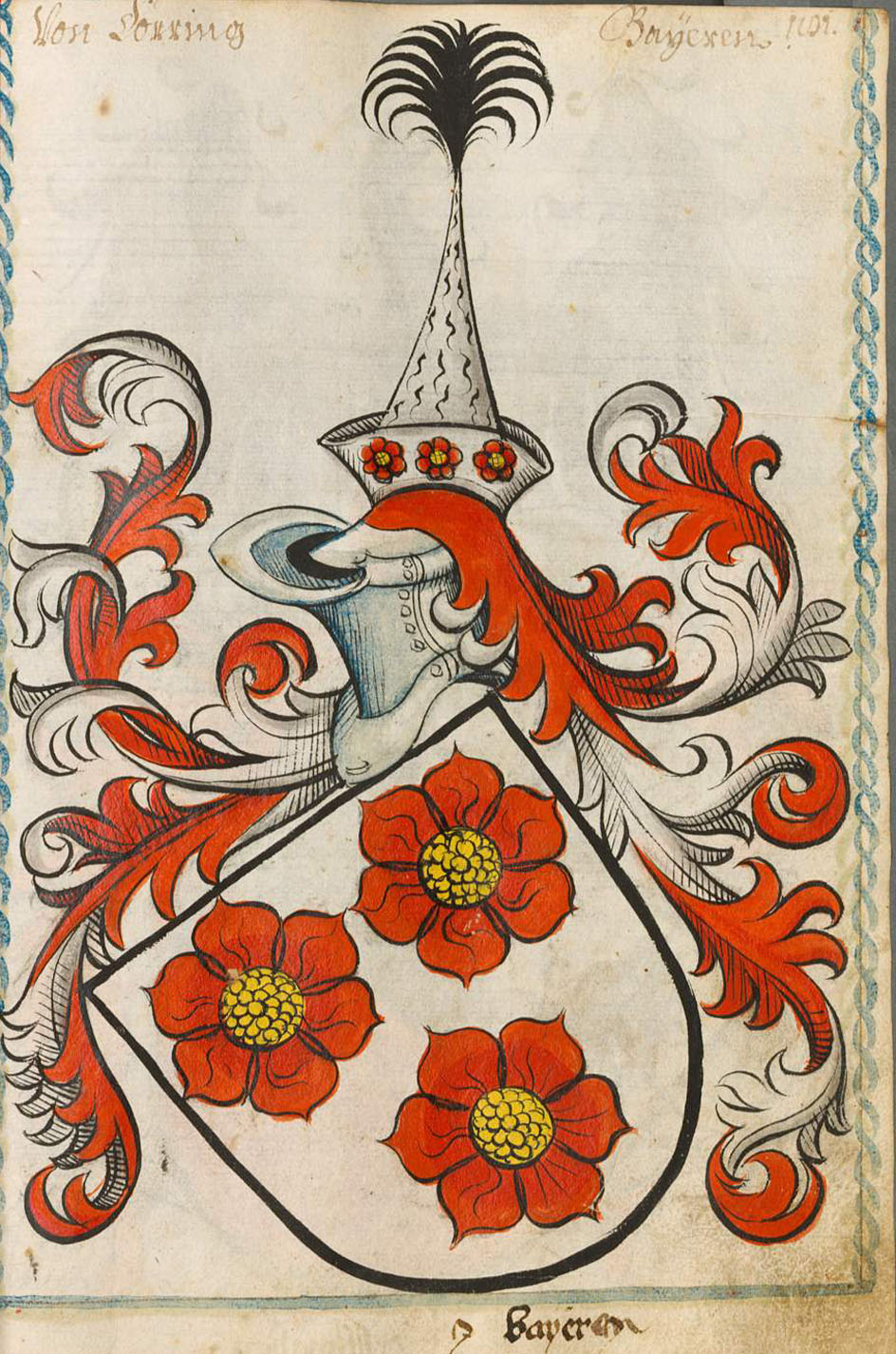
Wappen des Geschlechts Toerring aus dem Scheiblerschen Wappenbuch

Toerring (auch Törring) ist der Name eines ehemaligen Hochadelsgeschlechts aus Oberbayern, das erstmals um 1120/1130 urkundlich erwähnt wurde.

## Geschichte
Laut den bayerischen Stammtafeln lassen sich Vorfahren der Familie Törring angeblich bis ins 8. Jahrhundert zurückverfolgen, und zwar soll Albeck Töringer, auch Alwicus I. genannt, der um 753 lebte, mit Hitta von der Alm verheiratet war, unter Herzog Tassilo (wohl Tassilo III.) in Bayern als Obristjägermeister gedient hatte und zusammen mit seiner Ehefrau im Kloster Wessobrunn (früher: Wessenbrunn) bestattet wurde, der früheste namentlich bekannte Ahnherr gewesen sein.
Die Stammburg Törring der Ritter von Toerring lag in der Nähe des Waginger Sees bei der heute oberbayerischen und damals salzburgischen Ortschaft Törring (heute zu Tittmoning gehörig). Im Jahr 1210 wurde den Toerringern vom Erzbischof von Salzburg gestattet, an dieser Stelle eine Burg zu bauen. Die Herren von Toerring besaßen das Recht, das bayerische Panier zu führen, wenn der Regent der Herrschaft persönlich im Feld war. Obwohl selbst nicht dynastischer Abstammung, dienten ihnen Edelleute und Ritter als Vasallen.
Seit dem 13. Jahrhundert saßen sie auf Stein an der Traun, 1369 wurden die Grafen von Törring die Herren von Tüßling. 1377/1379 erhielten sie von den Herzögen von Bayern das Marktrecht. Johann Veit von Törring vollendete 1583 den Umbau der Burg Tüßling zum herrschaftlichen Schloss Tüßling. Seit 1382 waren die Törringer auch auf Pertenstein. 1421 wurde ihr Stammsitz Törring bei Streitigkeiten mit Heinrich dem Reichen von Bayern zerstört und die Steine zum Ausbau der Burg zu Burghausen verwendet. Von 1408 bis 1464 war Burg Neudeck im Besitz der Törringer. Seit Mitte des 15. Jahrhunderts gehört Schloss Seefeld am Pilsensee zum Familienbesitz. Das Geschlecht teilte sich in die Zweige Toerring-Stein, Toerring-Jettenbach und Toerring-Seefeld.
1566 erwarb die Familie den Reichsfreiherrenstand, und auf dem Regensburger Kurfürstentag 1630 wurde den Toerring der Grafentitel zuerkannt.
1567 erwarb die Jettenbacher Linie das Schloss Frauenbühl, das sie zu ihrem Hauptwohnsitz machte. Die Linie Stein erlosch 1744 mit Graf Johann Franz Adam II. von Törring-Stein (* 16. Dezember 1700; † 3. Februar 1744), jedoch war das Schloss Stein an der Traun bereits 1633 an die Grafen Fugger von Kirchberg veräußert worden. Der Zweig Törring-Stein hatte im Kloster Baumburg  eine Familien-Grabstätte.
Die 1745 durch Heirat erworbene, dem Westfälischen Grafenkollegium zugehörige Grafschaft Gronsfeld ging 1794 durch die französische Besetzung verloren. Als Ausgleich erhielt die Familie laut § 24 des Reichsdeputationshauptschlusses vom 25. Februar 1803 die ehemalige Reichsabtei Gutenzell (Zisterzienserinnen) in Oberschwaben. Diese nun Toerring-Gutenzeller und dem hohen Adel zugehörige Linie wurde 1806 im Königreich Württemberg mediatisiert und erlosch im Jahre 1860 mit dem Grafen Max August Johann. Von der letzten noch blühenden Seefeld-Jettenbacher Linie erlangte Graf Clemens Maria zu Toerring-Jettenbach (* 1826; † 1891) von den Königreichen Bayern und Württemberg 1888 die Anerkennung als Rechtsnachfolger des erloschenen standesherrlichen Hauses das Prädikat Erlaucht.
Mitglieder der verzweigten Familie wurden häufig in den engsten Umkreis der bayerischen Herrscher oder in führende klerikale Positionen berufen.
Im Besitz der Familie befinden sich bis heute ausgedehnte Ländereien mit Land- und Forstwirtschaft in Pertenstein (seit 1382), Jettenbach, Seefeld (seit Mitte des 15. Jahrhunderts), Pörnbach (seit 1622) und Winhöring (seit 1721) sowie Brauereien und Kiesabbauunternehmen. Der Jettenbacher Brauereibetrieb wurde 1426 erstmals erwähnt; um 1500 erhielt das Haus Toerring von der herzoglichen Regierung das Privileg, Bier für den Verkauf zu brauen, weshalb dort seither das Brauhaus Jettenbach betrieben wird. 1998 wurde zudem das Gräflich von Moy’sche Hofbrauhaus Freising erworben. Bis 1974 betrieb die Familie die 1952 von ihr gegründeten Uher-Werke.
Gegenwärtiger Familienchef ist Hans Veit Graf zu Toerring-Jettenbach (* 1935).

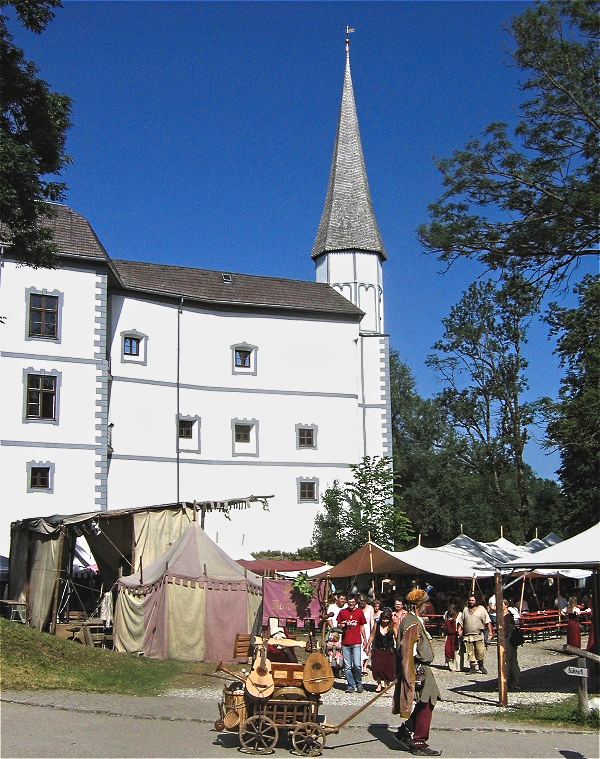
Schloss Pertenstein (seit 1382 im Besitz der Familie)
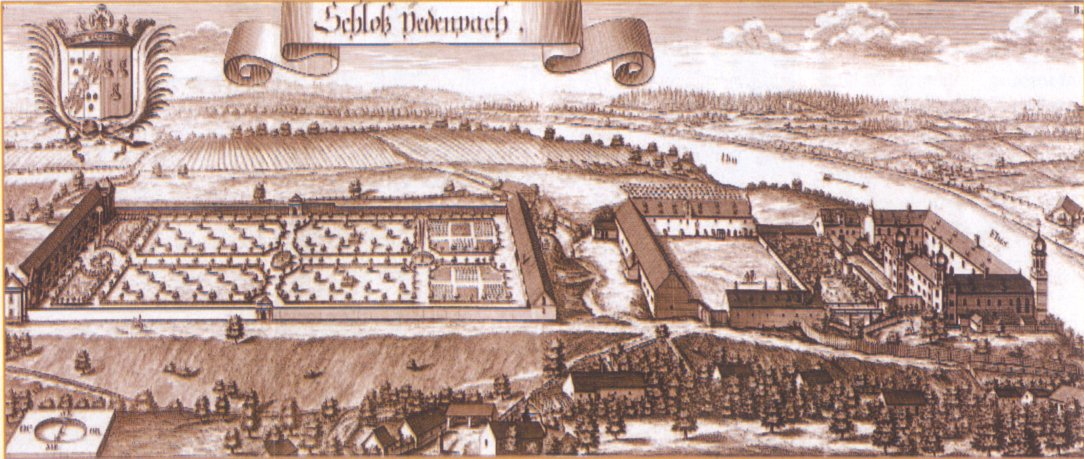
Schloss Jettenbach
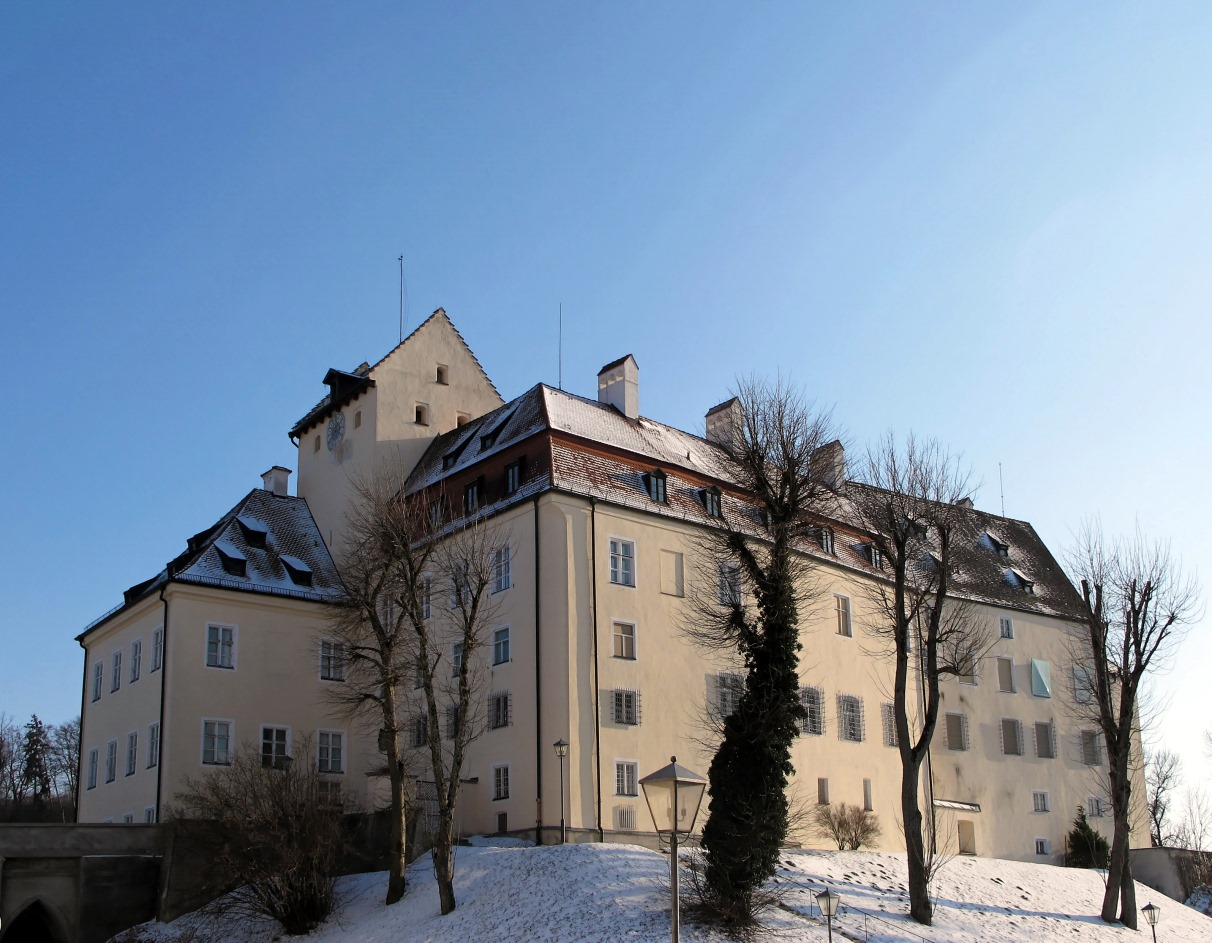
Schloss Seefeld (Oberbayern) (seit Mitte des 15. Jahrhunderts im Besitz der Familie)
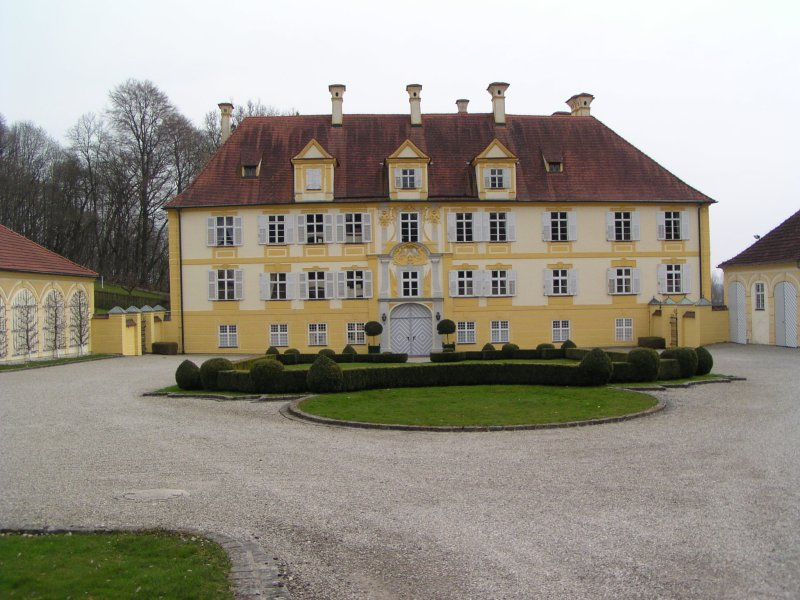
Schloss Frauenbühl in Winhöring (seit 1721 im Besitz der Familie)
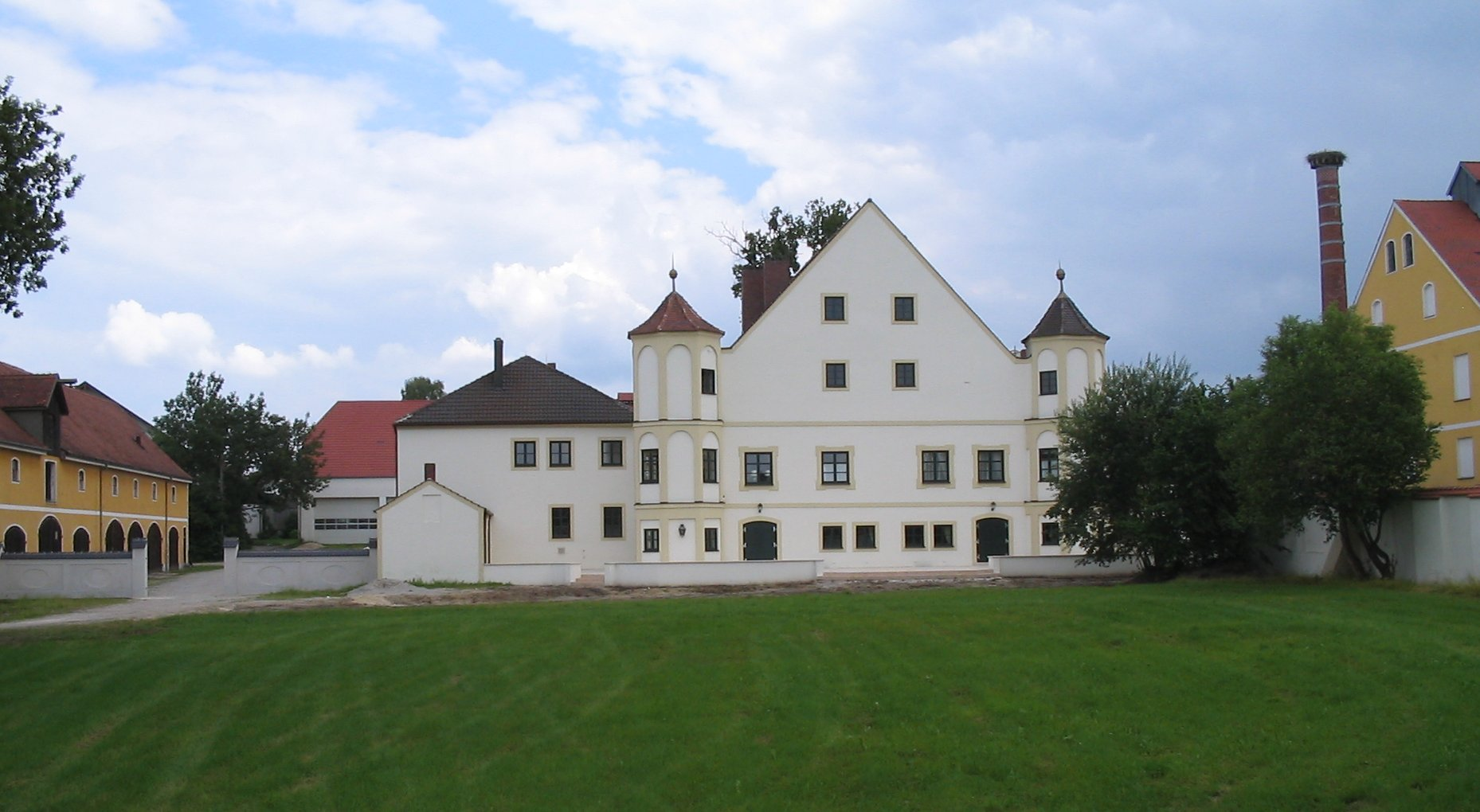
Schloss Pörnbach
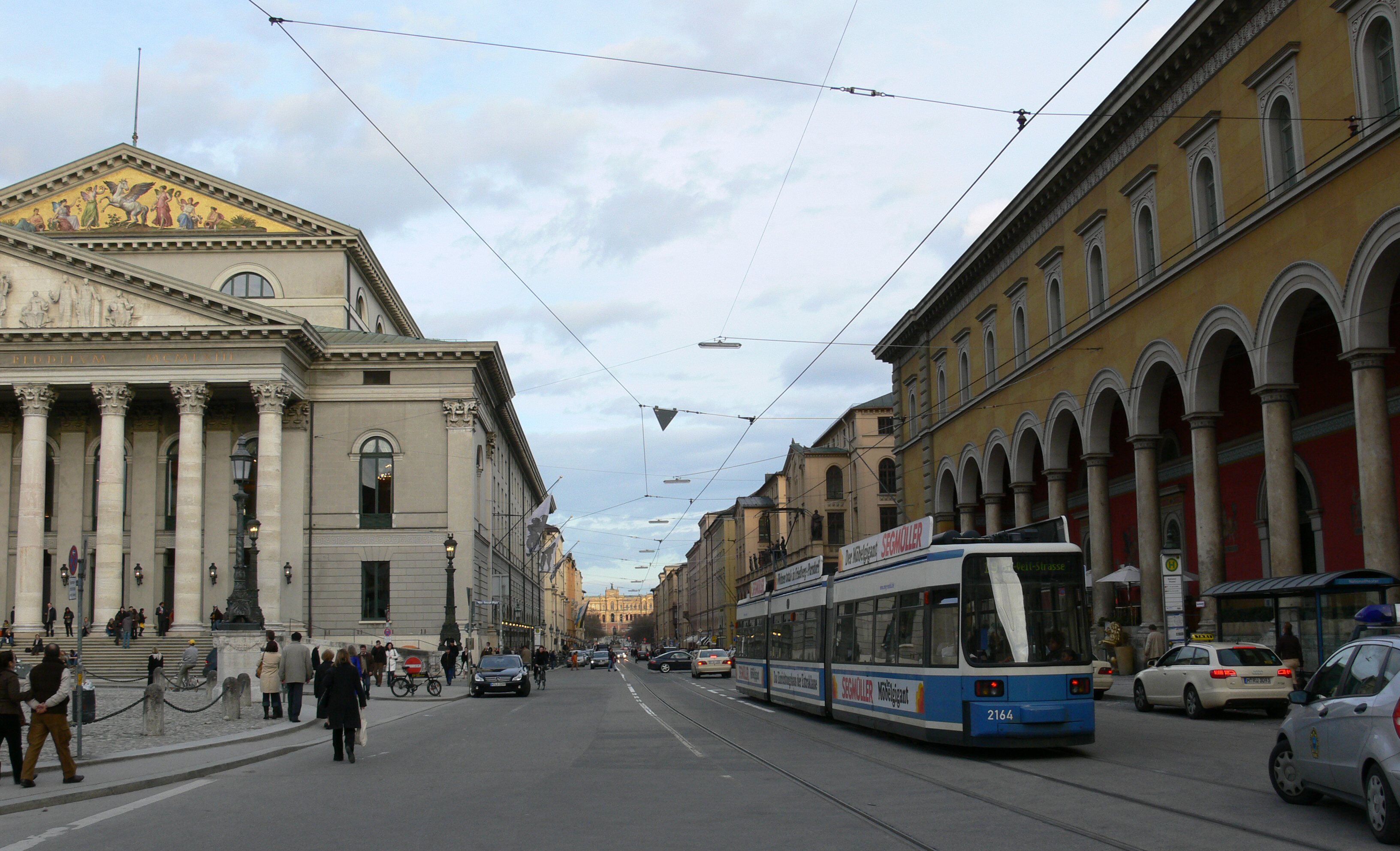
Palais Toerring-Jettenbach (rechts) in München, gegenüber der Bayerischen Staatsoper
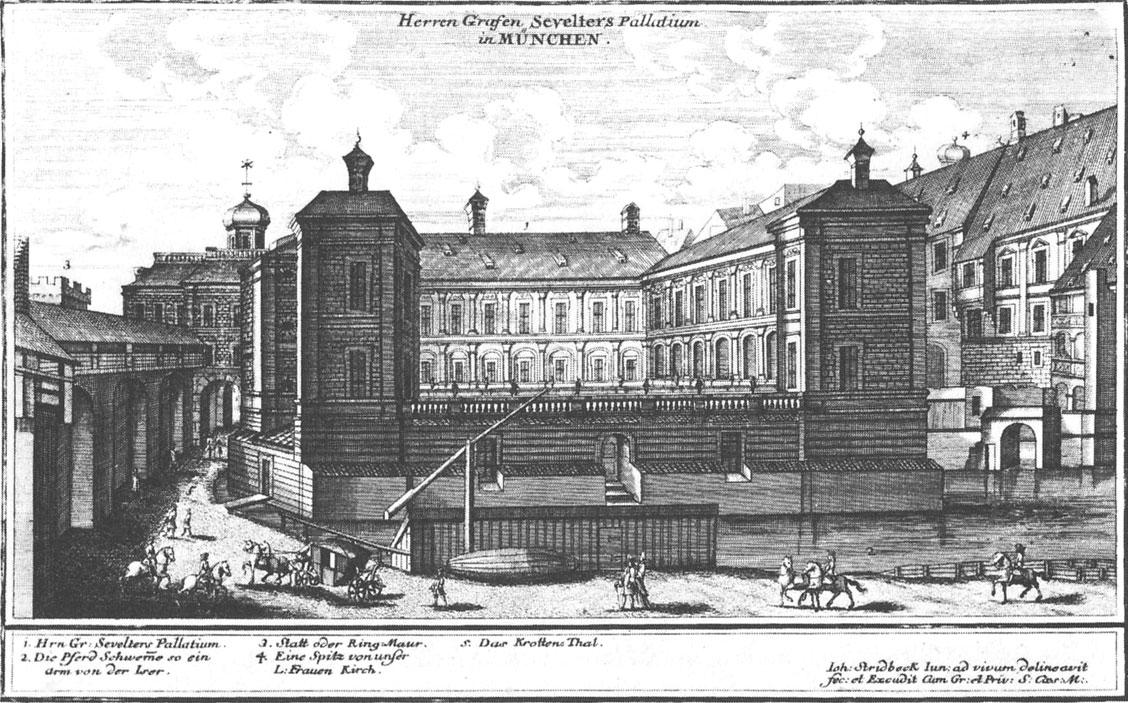
Palais Toerring-Seefeld in München (um 1700)

## Wappen

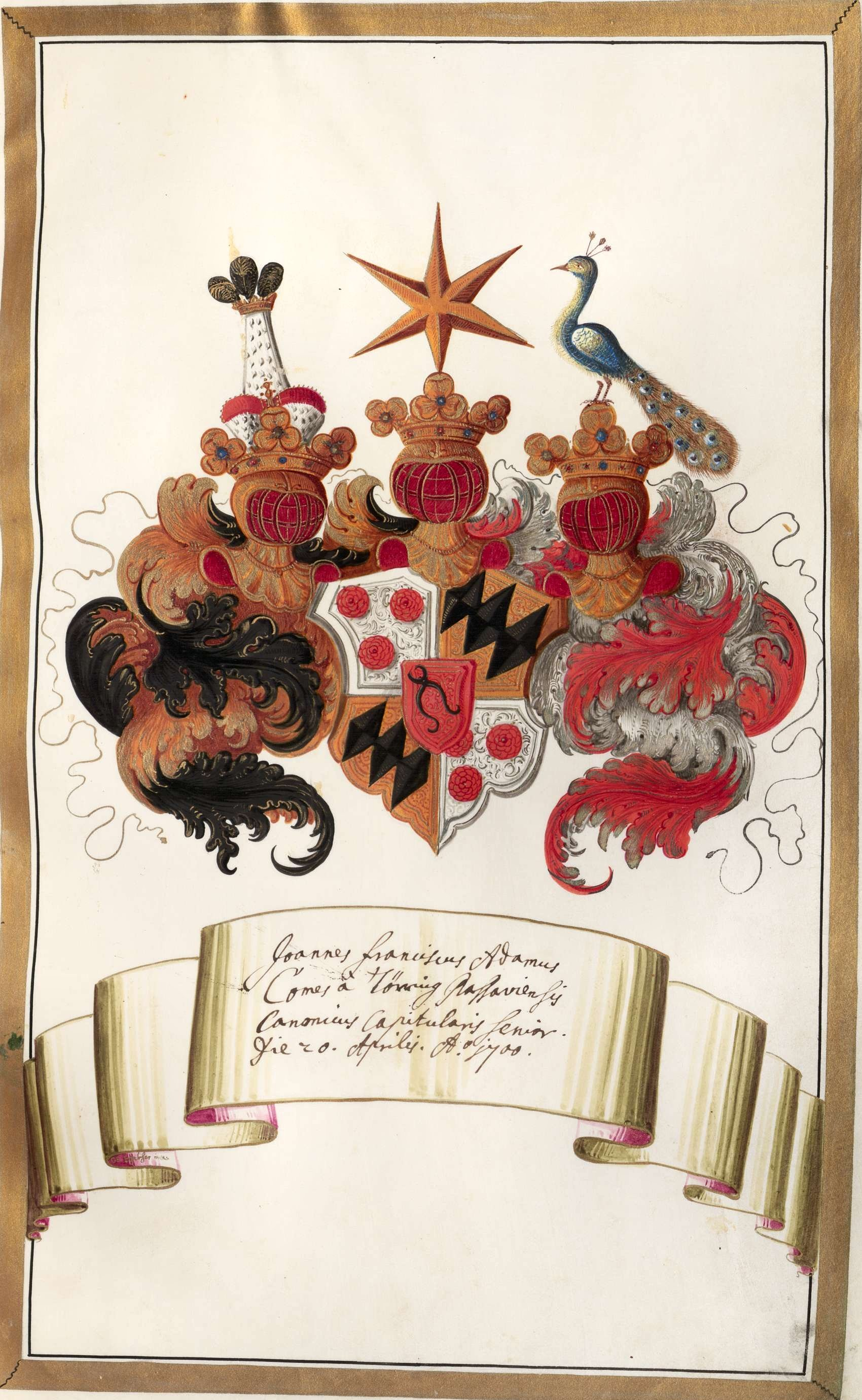
Vereintes Wappen der Grafen von Toerring-Seefeld im Mitgliederverzeichnis der Todesangstbruderschaft an der Passauer Jesuitenkirche, 1738

### Blasonierung
Das Stammwappen zeigt in Silber drei (2:1) goldbesamte, rote Rosen sowie einen Helm mit einem Spitzhut aus Hermelinfell mit silbernem Aufschlag, der mit drei roten Rosen belegt ist, als aufsitzende Helmzier, und auf der Spitze des Hutes ein goldenes Krönlein, aus dem drei rot-silberne Straußenfedern hervorgehen; die Helmdecken sind rot-silbern.
Die Rosen aus dem Toerringschen Wappen sind noch heute in einigen ober- und niederbayerischen Ortswappen zu sehen, darunter die ehemalige Gemeinde Törring, Aschau an der Inn, Jettenbach, Seefeld, Dörnbach, Inning am Ammersee, Wörthsee, Stein an der Traun, Simbach am Inn, Taching am See, Winhöring, Au in der Hallertau sowie Murwana Goslin (s. Wappengalerie).

### Toerringer Rosen als Wappenelement

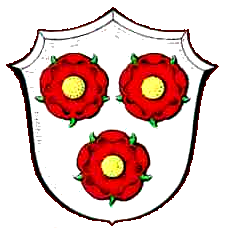
Wappen der ehemaligen Gemeinde Törring in Tittmoning
Wappen der Gemeinde Aschau am Inn
Wappen der Gemeinde Jettenbach
Wappen der Gemeinde Seefeld
Wappen der Gemeinde Pörnbach
Wappen der Gemeinde Inning am Ammersee
Wappen der Gemeinde Wörthsee
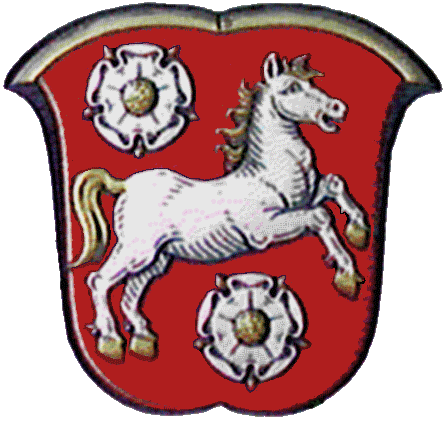
Wappen der ehemaligen Gemeinde Stein an der Traun
Wappen der Stadt Simbach am Inn
Wappen der Gemeinde Taching am See
Wappen der Gemeinde Winhöring
Wappen der Stadt Murwana Goslin
Wappen der Marktgemeinde Tüßling

## Namensträger
- Adam von Törring (1460–1529), Statthalter zu Neuburg
- Hans von Toerring zu Seefeld und Jettenbach († 1555), adliger Grundherr
- Johann Ferdinand von Törring (1571–1638), deutscher Landkomtur
- Albert von Toerring-Stein (1578–1649), Bischof von Regensburg von 1613 bis 1649
- Ferdinand I. von Toerring-Seefeld (1583–1622)
- Barbara Lucia von Toerring-Stein (1535–1632)
- Anna Maria von Toerring-Seefeld (1613–1682)
- Adam Lorenz von Toerring-Stein (1614–1666), Bischof von Regensburg von 1663 bis 1666

- Maximilian Ferdinand von Toerring-Seefeld (1632–1683), Geheimer Rat, Obrist-Kämmerer und Pfleger in Wolfratshausen
- Maximilian Cajetan von Toerring-Seefeld (1670–1752), Hauptmann der Leibgarde von Kurfürst Maximilian II. Emanuel
- Maximilian Prokop von Toerring-Jettenbach (1739–1789), Bischof von Freising und Regensburg
- Maximilian Joseph I. von Toerring-Jettenbach-Raenkam (1694–1769)
- Leonhard Simpert von Törring-Jettenbach († 1. November 1734), Erbland-Jägermeister, Geheimer Rat und Kämmerer[3]
- Philipp Joseph von Toerring-Seefeld (1680–1735), Haushofmeister von Kurfürst Maximilian II. Emanuel
- Ignaz Felix von Toerring-Jettenbach (1682–1763), Bayerischer Minister und Feldmarschall
- Max Emanuel von Toerring-Jettenbach (1715–1773), Geheimer Rat und Präsident der Bayerischen Akademie der Wissenschaften von 1762 bis 1768
- Anton Clemens von Toerring-Seefeld[4] (1725–1812), Geheimer Rat, Kämmerer und Obersthofmeister, Buchautor[5]
- August von Toerring-Seefeld (1728–1802), Kurfürstlicher Kämmerer und Revisionsrat
- August Joseph von Toerring-Gronsfeld zu Jettenbach (* 10. August 1728), pfalzbayerischer Kämmerer, Hofratspräsident, Historiker, Buchautor, Mitglied der Bayerischen Akademie der Wissenschaften[6]
- Joseph August von Toerring-Gronsfeld zu Jettenbach (1753–1826), Kurfürstlicher Kämmerer und Hofkammerrat, Präsident des Staatsrats, Theaterschriftsteller
- Clemens Maria zu Toerring-Jettenbach (1826–1891), gehörte der Kommission an, die den entmündigten König Ludwig II. in Neuschwanstein abholen sollte
- Hans Veit zu Toerring-Jettenbach (1862–1929), bayerischer Politiker
- Karl Theodor zu Toerring-Jettenbach (1900–1967), bayerischer Unternehmer